# Manusje-van-alles
Een manusje-van-alles, ook wel klusjesman of factotum (van het Latijnse fac totum, "maak alles") genoemd, is iemand die vele kleine karweitjes opknapt. Een manusje-van-alles is iemand die beschikt over méér dan buitengewone handvaardigheid op alle vakgebieden. De persoon die als manusje-van-alles aangeduid wordt, is zowel bekwaam timmerman, gasfitter, waterfitter, elektricien, hovenier enzovoort.
Andere synoniemen:
- klusser
- rechterhandjes
- doe-al
- doener
- duvelstoejager (duivelstoejager)
- handige harrie
- duizendpoot

In Nederland moet een klusjesman zich volgens de wet laten registreren. Artikel 1 van het Koninklijk Besluit van 26 december 1998 bevat het toepassingsgebied van de registratiereglementering. Uit deze bepaling volgt dat … het herstellen, het onderhouden, het reinigen en het afbreken, van een onroerend goed, … alsook het aanhechten, het plaatsen, het herstellen, het onderhouden en het reinigen van allerhande installaties' (bv. installatie van centrale verwarming, sanitaire of elektrische installatie, gootstenen, rolluiken …) onder toepassing vallen van de registratiereglementering.

## Trivia
- In de 2e helft van de 18e eeuw zat in de Venestraat in Den Haag een door Johan Philip Brückel en zijn vrouw Hendrika Mutzenbach opgerichte winkel. Ze verkochten "kramerijen, toiletartikelen etcetera". Andere leden van de familie Brückel vestigden zich ook elders onder de bedrijfsnaam Brückel Mutzenbach, maar vanaf het begin werden de winkels aangeduid als Manus-van-alles.
- Op de televisie zijn verschillende programma's te zien met klusjesmannen, zoals Eigen Huis & Tuin (met Nico Zwinkels) en Help, mijn man is Klusser!
- In Vlaanderen zond BRT1 in 1985 een jeugdserie uit rond de twee fictieve klusjesmannen Jacobus en Corneel.
- Buurman en Buurman zijn ook twee bekende klusjesmannen.
- Knoflook wordt wel een "medicinaal manusje-van-alles" genoemd.
- In de stripreeks De Kiekeboes wordt in het album Black-out (1990) een klusjesman geïntroduceerd die "Manus Van Halles" heet.
- In de opera "Il barbiere di Siviglia" van de Italiaanse componist Gioachino Rossini is de aria van de hoofdrol Figaro genaamd: "Largo al factotum" (Maak plaats voor de factotum). Figaro is de factotum, hij is naast barbier een echte manusje-van-alles. In de opera helpt hij een graaf zijn ware liefde te vinden.